# GO! 슈퍼코리안
《GO! 슈퍼코리안》은 2005년부터 2007년까지 XTM에서 방송된 종합격투기 서바이벌 프로그램이다.